# رزماری سعید زحلان

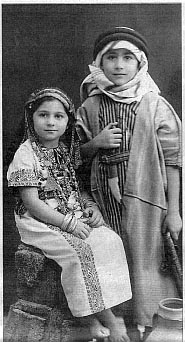
رزماری و برادرش ادوارد سعید در ۱۹۴۰

رزماری سعید زحلان (زادهٔ ۲۰ اوت ۱۹۳۷ – درگذشتهٔ ۱۰ مه ۲۰۰۶) مورخ و نویسنده فلسطینی-آمریکایی و خواهر ادوارد سعید بود.

## زندگی
وی در سال ۱۹۳۷ در قاهره متولد شد. پدرش، ودیع سعید، تاجر مسیحی-فلسطینی شهروند ایالات متحده و مادرش فلسطینی مسیحی اهل ناصره بود. وی به کالج برین مار در ایالات متحده آمریکا رفت و در رشته موسیقی‌شناسی تحصیل نمود. پس از برین مار، جهت تدریس به قاهره و سپس به بیروت رفت و در دانشگاه آمریکایی بیروت پیرامون تاریخ فرهنگ و موسیقی کلاس برگزار کرد. وی در لندن دکترای خود را در دانشکده مطالعات شرقی و آفریقایی کسب نمود.
او علاوه بر نوشتن کتاب، برای نشریات فاینانشیال تایمز، نشریه میدل ایست ژورنال، مجله بین‌المللی مطالعات خاورمیانه و دانشنامه اسلام نیز نویسندگی می‌کرد.